# Dutch baby
Dutch baby, jinak také Dutch Puff nebo German Pancake, je druh nekynutého, yorkshirskému pudinku podobného pokrmu, připravovaného pečením v litinové pánvi, čímž se docílí pro pokrm typického tvaru a struktury – zatímco jsou okraje oproti zbytku placky výrazně vyvýšené a dozlatova propečené, středová část je naopak jemná, měkká a vláčná.

## Původ
Palačinka dutch baby se poprvé objevila na počátku 20. století na jídelních lístcích rodinného bistra Manca’s Cafe v americkém městě Seattle ve státě Washington, a to v ceně $0.90 za kus. Jejím autorem byl majitel tohoto podniku, německý přistěhovalec Victor Manca, který se dle všeho nechal inspirovat německými palačinkami pfannkuchen, originální recept však až doposud zůstává rodinným tajemstvím. Za zavádějící jméno je údajně zodpovědná dcera majitele, která nedokázala správně vyslovit „deutsch“ (německý) a místo toho tak toto jídlo zkomoleně pojmenovala „dutch (holandský) baby“.

## Příprava a servírování
Nejprve se litinová pánev umístí do trouby předehřáté na vysokou teplotu (200–220 °C) a nechá se zahřát. Poté se z vajec, mléka, pšeničné mouky a cukru, vyšleháním připraví hladké, řídké těsto, které se dle chuti může ještě dokořenit (např. skořicí či vanilkovým extraktem). Hotové těsto se následně vlije do litinové pánve, ve které se těsně před vytažením pánve z trouby nechala rozpustit troška másla, a vloží se zpět do trouby, kde se nechá do vystoupení a zhnědnutí okrajů dopéct. Hned po vytažení z trouby je placka po celé ploše nafouklá, po chvíli však středová část splaskne a pokrm tak díky vyvýšeným okrajům nabyde „miskovitého“ tvaru.
Nejčastěji se dutch baby podává nasladko s čerstvým ovocem, sirupem či moučkovým cukrem, při příležitosti snídaně či brunche, vhodná je však také i jako dezert či oběd. Velmi zřídka je připravována i naslano.

## Galerie

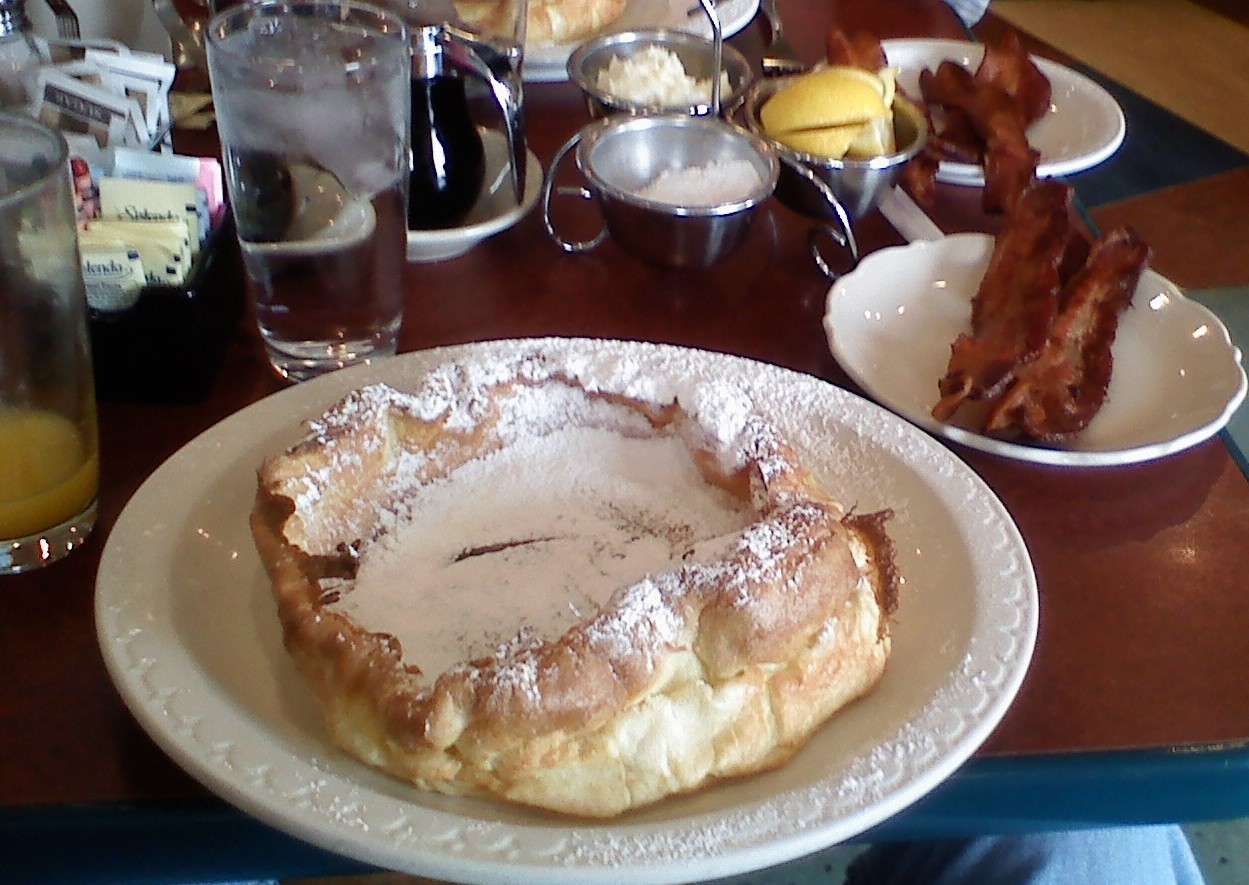
Dutch baby jakožto sladká snídaně, pocukrovaná
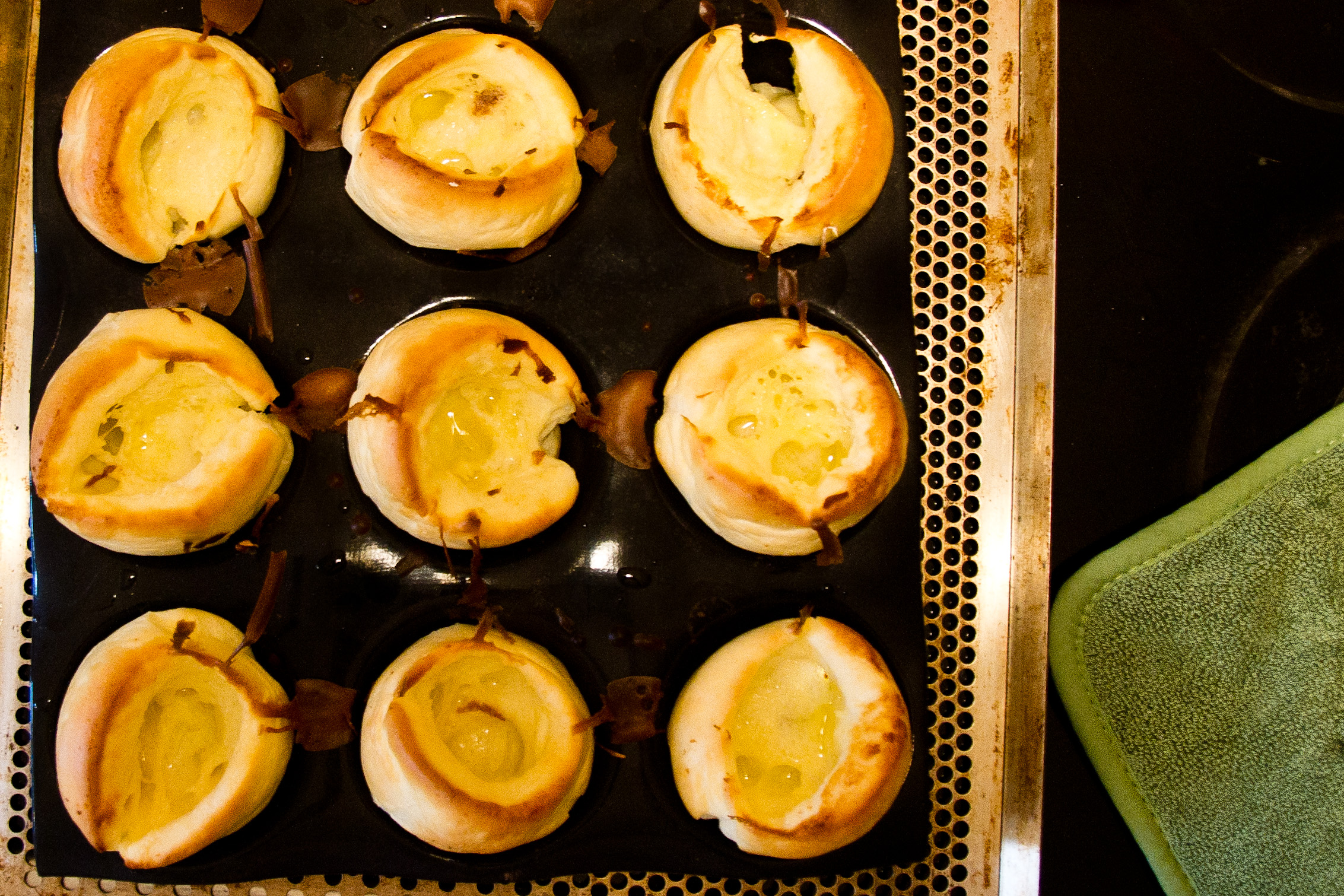
Dutch babies v malém provedení, připravené ve formě na muffiny
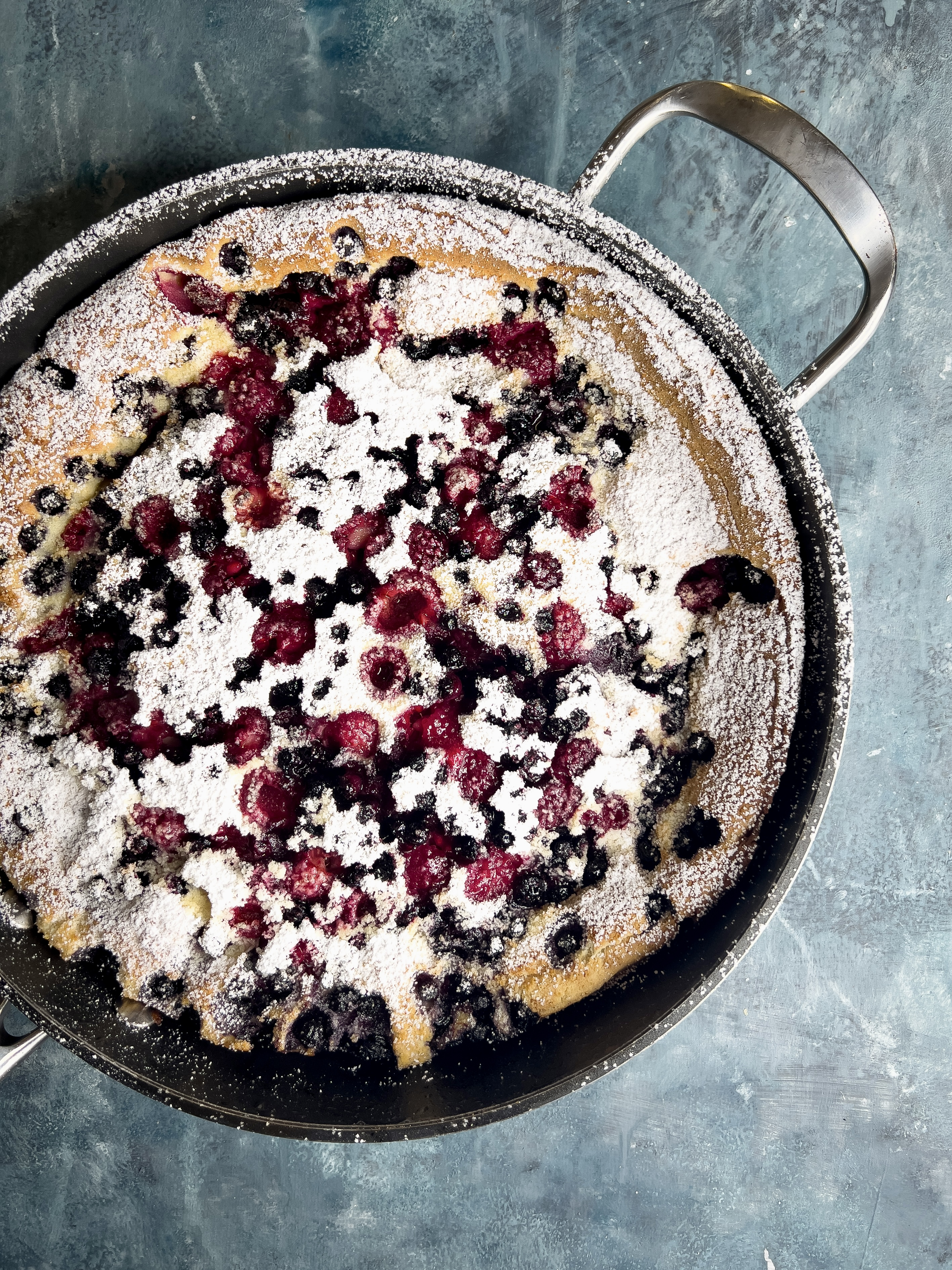
Dutch baby s bobulovým ovocem
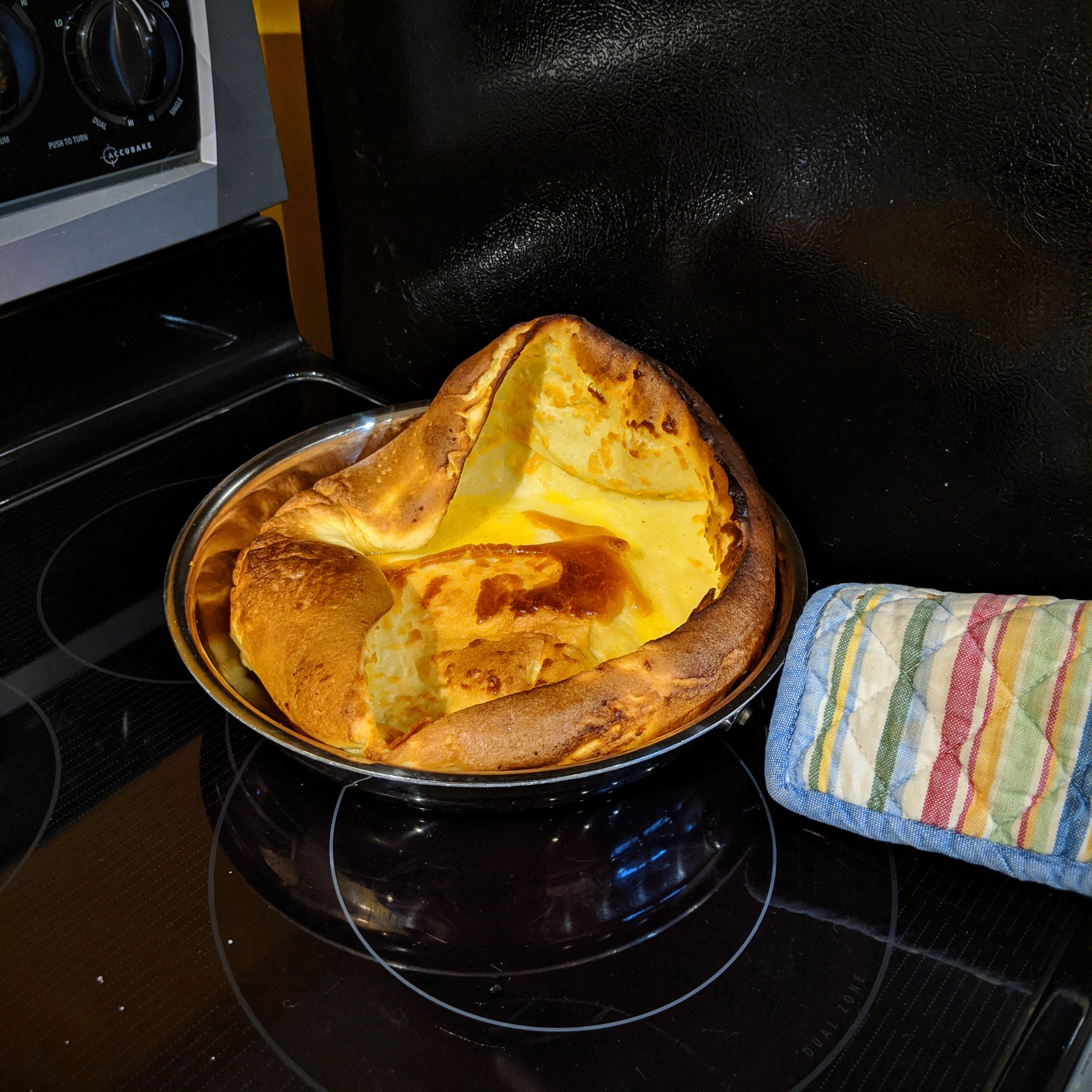
Dutch baby